# Notostylops
A Notostylops az emlősök (Mammalia) osztályának a Notoungulata rendjébe, ezen belül a Notostylopidae családjába tartozó nem.

## Tudnivalók
A Notostylops-fajok Dél-Amerika eocén kori patásai voltak.
Az állatok kutyaméretű, nyúlszerű lényeknek nézhettek ki, amelyek az aljnövényzettel táplálkoztak. A Notostylops-fajok sokféle élőhelyen megéltek. Magas koponyáikban rágcsálószerű metszőfogak ültek. Az állatok átlag hossza, körülbelül 75 centiméter volt.

## Rendszerezés
A nembe az alábbi 4 faj tartozik:
- †Notostylops murinus (típusfaj) Ameghino, 1897
- †Notostylops appressus (Ameghino, 1902)
- †Notostylops pendens (Ameghino, 1901)
- †Notostylops pigafettai Simpson, 1948

### Fordítás
- Ez a szócikk részben vagy egészben  a   Notostylops című angol Wikipédia-szócikk fordításán alapul.  Az eredeti cikk szerkesztőit annak laptörténete sorolja fel. Ez a jelzés csupán a megfogalmazás eredetét és a szerzői jogokat jelzi, nem szolgál a cikkben szereplő információk forrásmegjelöléseként.